# Бусольна зйомка
Зйо́мка бусо́льна (Знімання бусольне), (рос. съемка бусольная, англ. survey with dipping compass, compass survey; нім. Boussolenaufnahme f) — вид напівінструментальної зйомки, при якій магнітні азимути сторін ходу визначають бусоллю або гірничим компасом, довжину сторін — рулеткою, кути нахилу — півкругом.